# Tikathali
Tikathali (nep. टिकाथली) – gaun wikas samiti w środkowej części Nepalu w strefie Bagmati w dystrykcie Lalitpur. Według nepalskiego spisu powszechnego z 2001 roku liczył on 1128 gospodarstw domowych i 5439 mieszkańców (2738 kobiet i 2701 mężczyzn).